# Tretosina flemingi
Tretosina flemingi is een mosdiertjessoort uit de familie van de Calescharidae. De wetenschappelijke naam van de soort is voor het eerst geldig gepubliceerd in 1952 door Brown.